# HD 11755
Désignations
HD 11755 est une étoile située dans la constellation de Cassiopée, distante d'environ ∼ 759 a.l. (∼ 233 pc) du Soleil. Il s'agit d'une géante de type spectral G5III, dont la température de surface est de l'ordre de 4 300 K. Elle est distante d'approximativement 770 années-lumière. La masse d'HD 11755 est comparable à celle du Soleil, mais son rayon est de l'ordre de vingt-sept rayons solaires.
Découverte en 2015 par la méthode des vitesses radiales, une planète superjovienne, HD 11755 b, est en orbite autour de cette étoile. Sa masse est estimée à 6,5 MJ et son demi-grand axe est voisin d'une unité astronomique, avec une valeur de 1,08 ± 0,04 UA.